# Nathan Jones (piosenka)
Nathan Jones – piosenka amerykańskiego zespołu The Supremes, wydana 15 kwietnia 1971. Jest to jeden z singli pochodzących z albumu Touch. Singiel w samych Stanach Zjednoczonych sprzedano w nakładzie miliona egzemplarzy.

## Tło
Tekst piosenki opisuje perspektywę kobiety, której kochanek nazwany Nathan Jones opuścił ją, aby oczyścić umysł. W tekście piosenki zostają wymienione również pory roku sugerujące, iż narratorka wyczekuje na partnera rok.

## Listy przebojów
Piosenka zajęła w Wielkiej Brytanii piąte miejsce w rankingu UK Singles Chart, natomiast najwyższym miejscem w Stanach Zjednoczonych było szesnaste.

| Kraj | Lista                   | Pozycja |
| ---- | ----------------------- | ------- |
| GBR  | Official Charts Company | 5       |
| USA  | Billboard               | 16      |

## Wersja Bananaramy
Pierwotnie "Nathan Jones" był piosenką z albumu "Wow!" wydanego w 1987. Rok później, gdy Siobhan Fahey (która śpiewała w wersji albumowej), odeszła z zespołu, została zastąpiona przez Jacquie O'Sullivan. 
Kiedy Bananarama pracowała nad kompilacją Greatest Hits Collection, nagrano piosenkę od nowa oraz wydano ją jako jeden z singli promujących tą płytę. Utwór został również zremiksowany i wydany pod nazwą "Psycho Mix", który został "oficjalną" wersją piosenki i jest w towarzyszącym jej teledysku.

## Teledysk
Klip został wyreżyserowany przez Andy'ego Morahana. W teledysku występują trzy członkinie Bananaramy: Sara Dallin, Keren Woodward, Jacquie O'Sullivan oraz  tancerze ubrani w garnitury. Sceneria jak i kostiumy nawiązują do tekstu piosenki i stylu vogue. Cały teledysk został nagrany z wykorzystaniem tzw. "green screen" oraz zawiera dodatkowe elementy latające po ekranie jak posąg czy kwiaty.
Singiel zajął w Official Singles Charts miejsce piętnaste.
| Kraj | Lista                   | Pozycja |
| ---- | ----------------------- | ------- |
| GBR  | Official Charts Company | 15      |